# Lilit Mkertxian
Lilit Mkertxian (en armeni: Լիլիթ Մկրտչյան); nascuda el 9 d'agost de 1982) és una jugadora d'escacs armènia, que té el títol de Gran Mestre Femení.
A la llista d'Elo de la FIDE del gener de 2022, hi tenia un Elo de 2378 punts, cosa que en feia la jugadora femenina número 3 (femenina, en actiu) d'Armènia, el jugador número 31 al rànquing absolut del país, i la 78a millor jugadora al rànquing mundial femení. El seu màxim Elo va ser de 2503 punts, a la llista de gener de 2010 (posició 818 al rànquing mundial absolut).

## Resultats destacats en competició
Ha estat quatre cops campiona femenina d'Armènia.
El 2002, Mkertxian va guanyar la medalla d'argent al Campionat d'Europa femení a Varna, Bulgària, amb 8½/11 punts (la campiona fou Antoaneta Stéfanova). Va participar en el Campionat d'Europa femení per equips de 2003 a Plòvdiv, Bulgària, ajudant Armènia a guanyar la medalla d'or. Va guanyar la medalla de bronze al setè Campionat d'Europa femení individual, el 2006 a Kuşadası, Turquia, amb 7½/11 punts.
El desembre de 2009 apareixia en desena posició a la llista dels millors esportistes armenis de 2009.
El 2013 fou tercera al Campionat d'Europa femení (la campiona fou Hoang Thanh Trang).